# Alcochete
Alcochete (portugisiskt uttal: [alkuˈʃet(ɨ)]
 ( lyssna)) är en stad och kommun i Portugal omkring 40 km ostsydost om Lissabon.
Kommunen har 17 569 invånare (2020) och en yta på 128 km². Den är belägen i Setúbal-distriktet.

## Ortnamnet
Ortnamnet Alcochete härstammar från arabiskans al kuxat (”ugnarna”), syftande på de kalkugnar som användes i området för att producera kalk ur kalksten.

## Stadsdelar
Alcochete är indelat i tre freguesias (kommundelar):
- Alcochete
- Samouco
- São Francisco

## Bilder

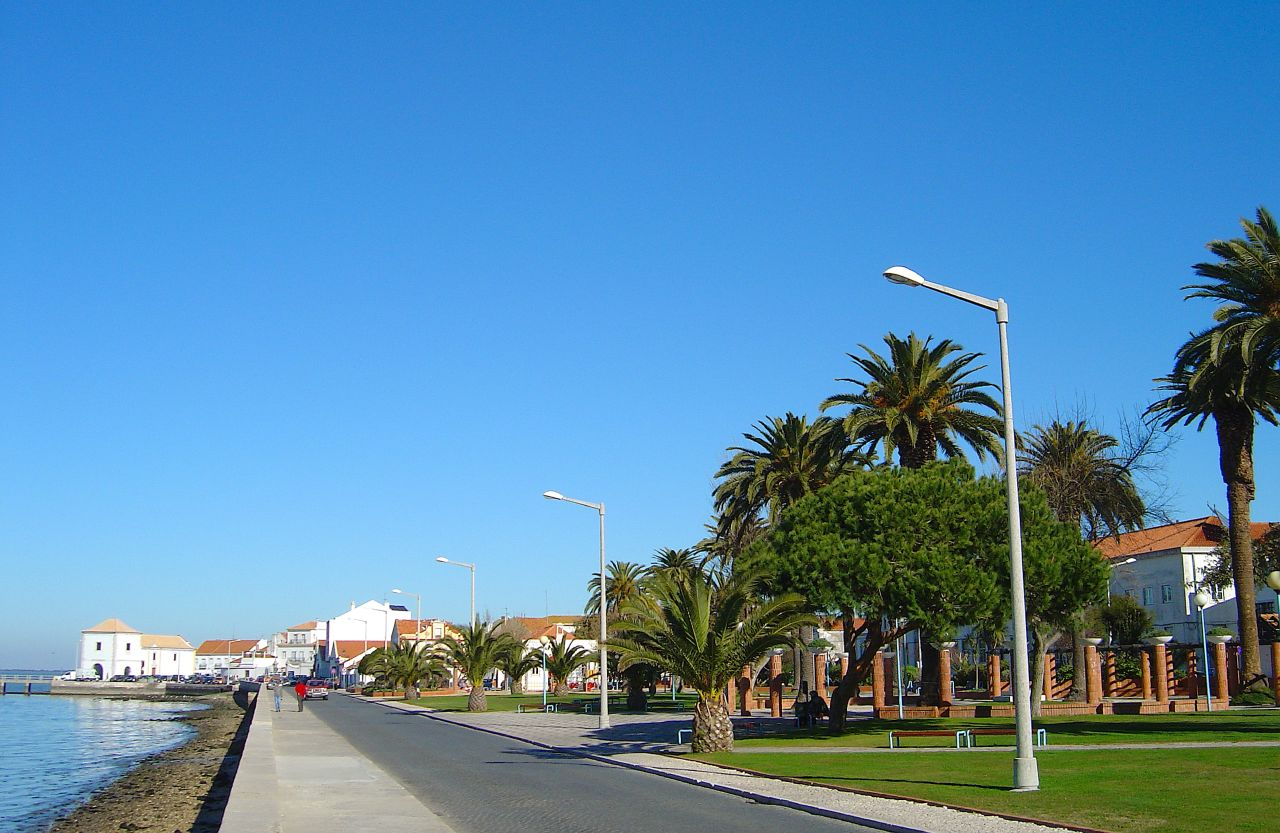
Alcochete (gatubild)
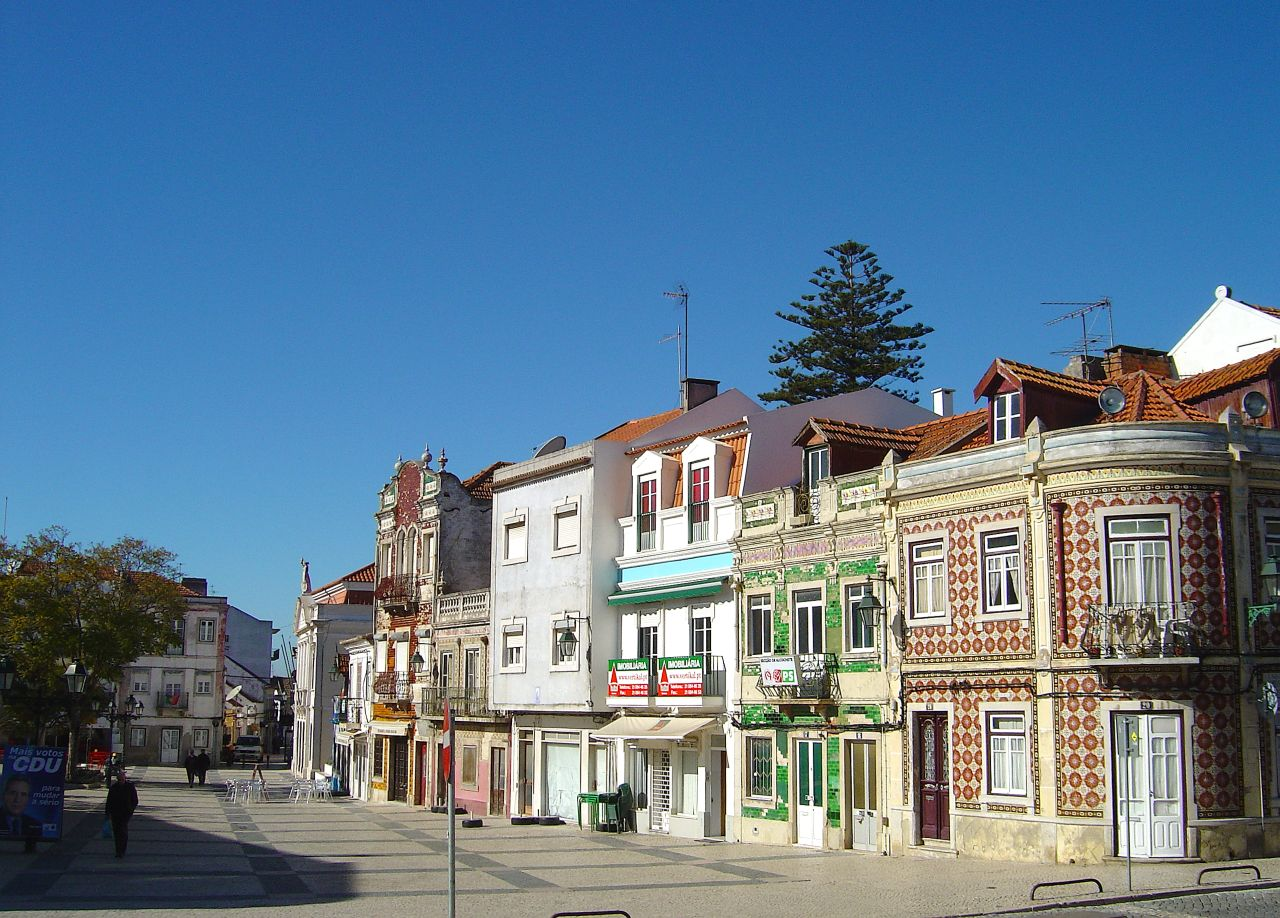
Alcochete (gatubild)
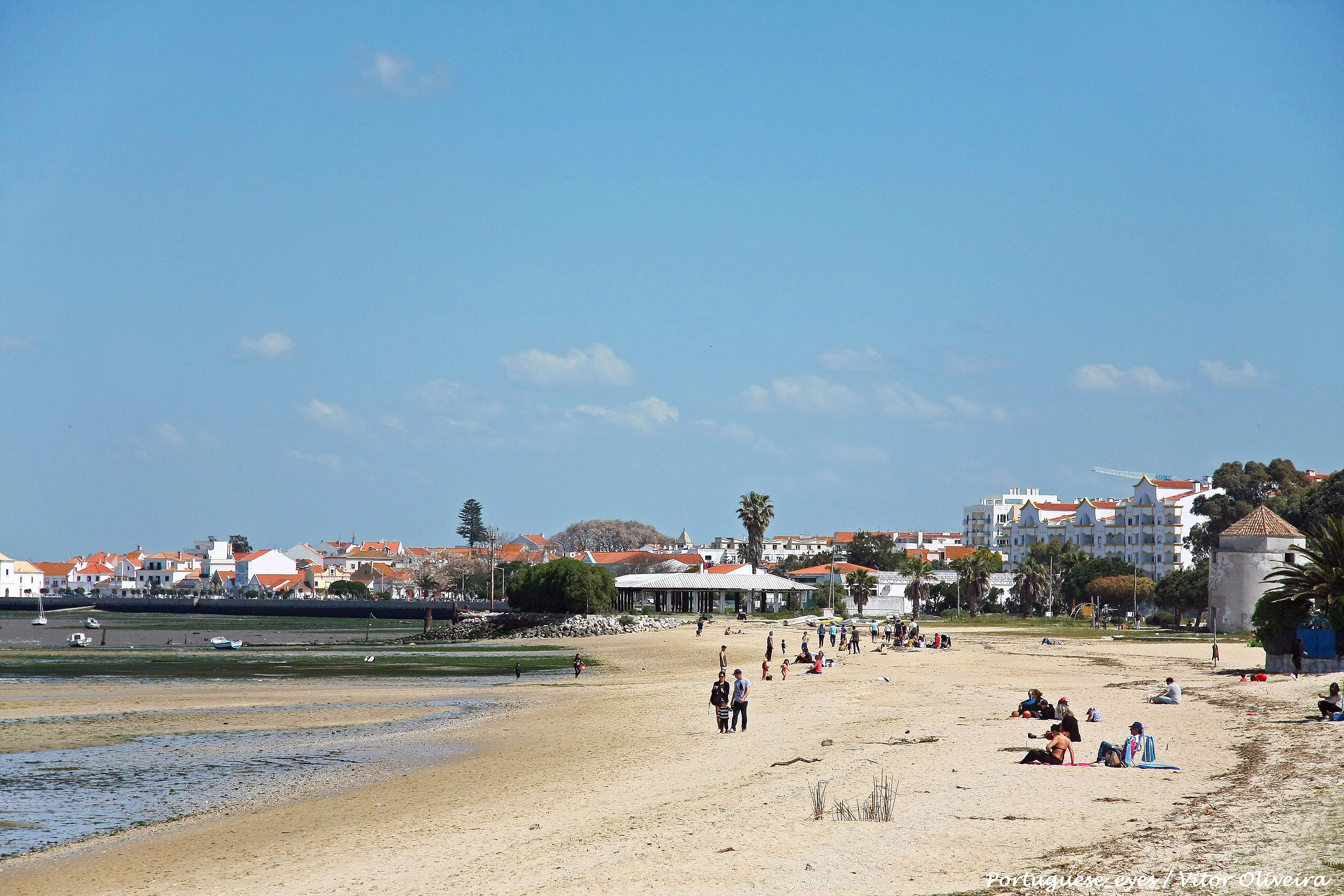
Badstrand i Alcochete
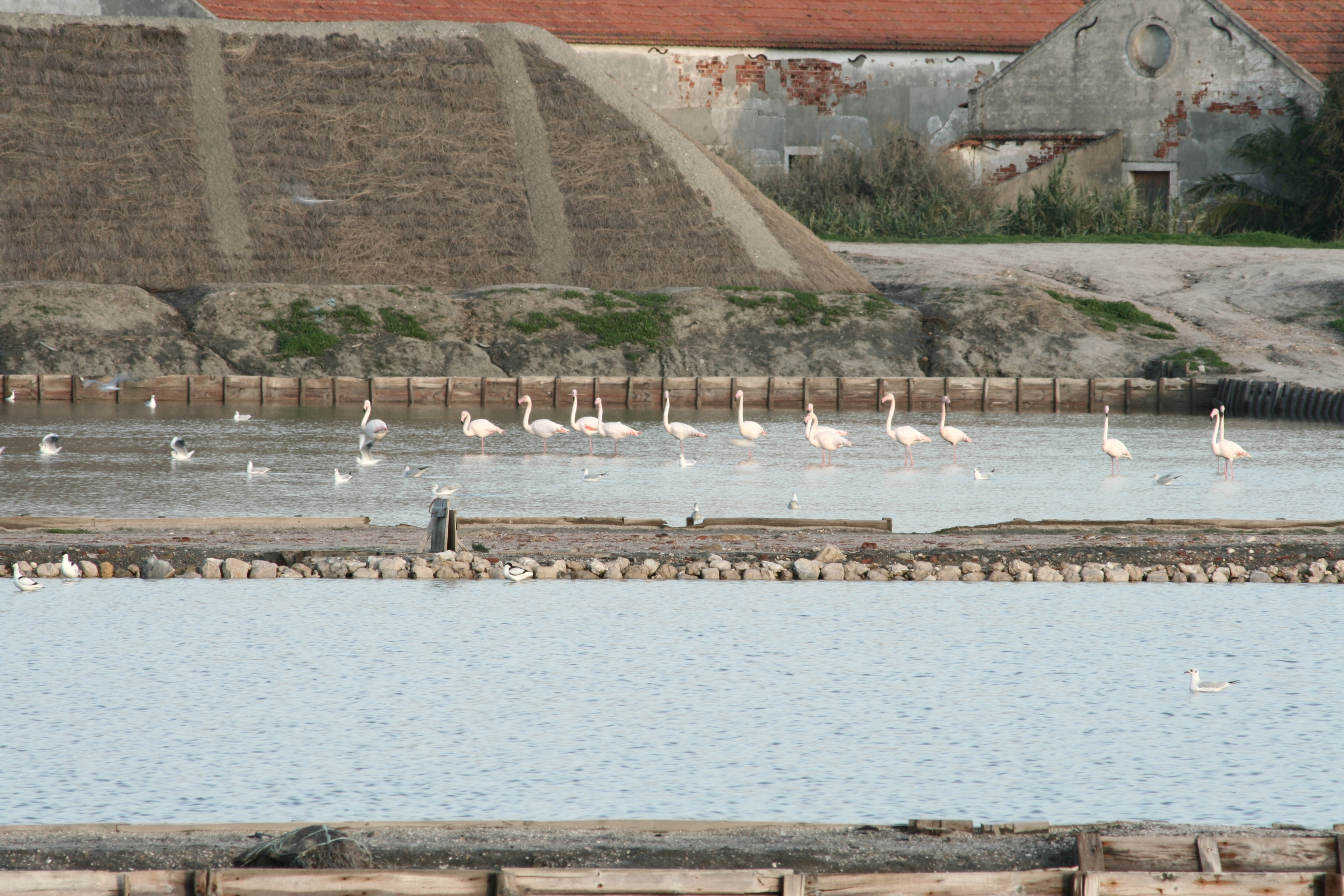
Flamingo-stråk